# Pôle national de lutte contre la haine en ligne
Le pôle national de lutte contre la haine en ligne (en abrégé PNLH ; aussi dit parquet national numérique ou parquet numérique) est une institution judiciaire française chargée des affaires de haine en ligne. Créé en 2021 et rattaché à la section « Presse et protection des libertés publiques » de la cinquième division du parquet de Paris, il a une compétence nationale.

## Création
Dans son rapport « Ambition Numérique » remis au Premier ministre Manuel Valls en juin 2015, le Conseil national du numérique suggère de créer un parquet spécialisé sur les questions de contenus illicites en ligne sur le modèle du parquet financier créé en 2013.  
La loi contre les contenus haineux sur internet (dite loi Avia) prévoit la création d'un parquet spécialisé. Il s'agit pour la ministre de la Justice Nicole Belloubet de « doter de moyens judiciaires qui soient réellement efficaces pour condamner les auteurs de propos haineux en ligne ». Le projet est accéléré par les attentats en France en 2020.
Le décret du 24 novembre 2020 désigne le tribunal judiciaire de Paris compétent, alors que Nanterre avait été envisagé du fait de la présence de PHAROS. Selon le ministère, « sur le plan pénal, le Parquet de Paris bénéficie d’un haut niveau de qualification pour cette délinquance spécifique dont il traite aujourd’hui le plus grand nombre de procédures […]. Sur le plan civil, la juridiction parisienne dispose également d’une expérience spécifique pour le traitement des demandes de suppression de ces contenus, contentieux technique essentiel à la prévention de la propagation de la haine en ligne ».
Le ministre de la Justice Éric Dupond-Moretti adresse le même jour une circulaire à destination des procureurs généraux et procureurs des tribunaux judiciaires afin de préciser le champ de compétence et les critères de saisine de ce parquet spécialisé.
Le portail permettant le dépôt de plainte dématérialisée prévue par la loi du 23 mars 2019 et évoquée dans la loi Avia n'est pas encore [Quand ?] en place. Dans une réponse à une question écrite au gouvernement, le ministère de la Justice prévoit un lancement à l'automne 2021.

## Compétences
Les cas plus simples sont traités par les parquets locaux, le pôle national s'occupant des dossiers les plus sensibles, les plus médiatiques ou les plus complexes. Les critères de saisine du parquet de Paris seront « la complexité de la procédure (résultant notamment de la technicité de l’enquête ou de la multiplicité d'auteurs éventuellement localisés en de multiples points du territoire) et le fort trouble à l'ordre public engendré par les faits, notamment en cas de retentissement médiatique important ou de sensibilité particulière de l'affaire ».
Les infractions suivantes seront traitées par le pole :
- la provocation directe non suivie d’effet à la commission d’un crime ou d’un délit (article 24, alinéas 1 et 2 de la loi du 29 juillet 1881 sur la liberté de la presse) ;

- les délits de provocation publique à la discrimination, à la haine ou à la violence (article 24, alinéas 7 et 8), d’injure publique (article 29, alinéa 2 ; article 33, alinéas 2 et 3) et de diffamation publique (article 29, alinéa 1 et article 32 alinéas 2 et 3) à raison de l’appartenance ou de la non-appartenance, réelle ou supposée, à une ethnie, une nation, une race ou une religion, ou à raison du sexe, de l’orientation sexuelle, de l’identité de genre ou du handicap.

- le harcèlement moral dès lors que les messages sont publics et qu’ils comportent des éléments permettant de retenir une circonstance aggravante des articles 132-76 et 132-77 du code pénal[7].

## Dossiers traités
Le pôle s'est saisi de plus de 140 dossiers entre janvier et juin 2021. Le procureur de la République de Paris Rémy Heitz estime que 400 à 500 dossiers pourraient être traités chaque année.

### Racisme anti-asiatique durant la pandémie de COVID-19
La première affaire traitée par le pôle qui débouche sur des condamnations est un dossier de propos haineux sur Twitter à l'encontre de la communauté asiatique. Des messages de haine à l'encontre de la communauté asiatique s'étaient répandus sur Twitter à l'annonce du deuxième confinement en France. Le 26 mai 2021, quatre personnes, âgées de 19 à 25 ans, ont été condamnés à un stage de citoyenneté de deux jours par le tribunal correctionnel de Paris.

### Affaire Mila
Le parquet national numérique est également intervenu dans l'affaire Mila. La procureure de Vienne s’est dessaisie de l’affaire au profit de ce nouveau pôle. Mila, une adolescente de 16 ans, critique l'islam de manière virulente sur Instagram. Ses propos sont considérés par certains internautes comme dénigrants et elle est l'objet de dizaines de milliers de messages homophobes, misogynes et d'appels à la violence, au viol et au meurtre. Le parquet de Vienne ouvre à la mi-novembre 2020 une enquête avant de s'en dessaisir début décembre au profit du pôle national de lutte contre la haine en ligne.

### Miss France 2021
April Benayoum, Miss Provence 2020 et dauphine d'Amandine Petit, est visée le jour de l'élection par de nombreux commentaires antisémites sur les réseaux sociaux après avoir révélé que son père était d'origine israélienne.

## Effectifs
Le pôle est composé de sept personnes : deux magistrats, deux juristes assistants, un assistant spécialisé, un greffier et un élève-avocat,,. Son premier directeur est Grégory Weill.
Le pôle spécialisé travaille avec la plateforme PHAROS qui permet de signaler en ligne des contenus et comportements illicites d'Internet.